# Вернер фон Фрич
Вернер Томас Лудвиг Фрайхер фон Фрич (на немски: Werner Thomas Ludwig Freiherr von Fritsch) е един от забележителните и изтъкнати офицери на Вермахта, член на OKH и втори немски генерал убит по време на Втората световна война.

## Биография

### Ранен живот и образование
Вернер фон Фрич е роден на 4 август 1880 г. в Бенрат, близо до Дюселдорф, Германска империя. Син е на генерал-лейтенант Георг Фрайхер фон Фрич и съпругата му Аделхайд фон Боделшвинг.
На 21 септември 1898 г. постъпва в 25-и пехотен артилерийски полк като фаненюнкер. На 27 януари 1900 г. става лейтенант. През 1907 – 1910 г. Фрич учи във Военната академия в Берлин и след това е прехвърлен в щаба на 1-ва гвардейска пехотна дивизия. Следват назначения в щаба на 4-та армия и в генералния щаб на командващия военновъздушните сили.

### Първа световна война (1914 – 1918)
Участва в Първата световна война в чин майор. 1914 – 1918 г. е шеф на оперативен отдел в щаба на 6-и резервен корпус.

#### Междувоенен период
След създаването на райхсвера е назначен за началник-щаб на Северния отбранителен отдел. Става близък и доверен човек на главнокомандващия Ханс фон Зект. След това става началник на оперативния отдел на щаба на 1-ви военен окръг (Кьонингсберг). От 1 март 1930 г. Фрич е командир на 1-ва кавалерийска дивизия (Франкфурт на Одер). След две години на 1 октомври е прехвърлен на поста командващ 3-ти военен окръг (Берлин) и командир на 3-та пехотна дивизия, където наследява Герд фон Рундщет.
Вернер фон Фрич е горещ привърженик на идеята за запазване на мира между Германия и СССР. Не приветства идването на нацистите на власт, но и не изразява открито недоволство от този факт, а напълно се съсредоточава върху професионалните си задължения.
На 1 февруари 1934 г. след отстраняването на генерал Курт фон Хамерщайн-Екворд е назначен за командващ на сухопътни войски. След като поема този пост Фрич вече не скрива неприязънта си към нацистите и особено към СС. На 11 април 1934 г. на съвещание заедно с други висши ръководители на армията е на съвещание с Хитлер на крайцера „Германия“ и дава съгласието си да го подкрепи в кандидатурата му за президентския пост в случай, че Паул фон Хинденбург почине. На практика на това съвещание Хитлер сключва сделка с военната върхушка, извличайки за себе си политически дивиденти, а в замяна обещава да ликвидира опасността за немската армия, идваща от СА. Позицията на Фрич в този случай лесно може да се разбере, имайки предвид активната му позиция срещу СА и Ернст Рьом, който планира превръщането на щурмовите отряди в „народна армия“. В навечерието на „Нощта на дългите ножове“ на 25 юни 1934 г. Фрич привежда армията в състояние на бойна готовност. На 1 април 1936 г. става генерал-полковник.
Фрич участва и в т.нар. „Конференция Хосбах“ на 5 ноември 1937 г., на която Хитлер обявява решението си да извърши аншлус на Австрия и окупация на Судетската област. Командващият сухопътни войски рязко възразява срещу плановете на фюрера, заявявайки, че армията не е готова за водене на бойни действия. На 9 ноември същата година Фрич се среща с Константин фон Нойрат и Лудвиг Бек, за да обсъдят какво могат да направят, за да „убедят Хитлер да се откаже от идеите си“. През същия ден се среща и с Хитлер и се опитва да го убеди в опасността на плановете му, но без успех.

### Преди Втората световна война (1939 – 1945)
В началото на 1938 г. се разиграва Аферата Бломберг-Фрич. След оставката на ген. Вернер фон Бломберг на 26 януари 1938 г. Фрич е първият кандидат за поста военен райхсминистър и главнокомандващ Вермахта. Но нацисткото ръководство не може да допусне на тази позиция опозиционно настроена личност. Още на 25 януари Херман Гьоринг представя на Хитлер изфабрикувано от Гестапо досие, в което Фрич е обвинен в хомосексуализъм. В него се посочва, че Фрич от 1935 г. плаща пари на бившия престъпник Ханс Шмит, който го изнудва. Въпреки заповедта на Хитлер да се пази тайна, полковник Хосбах още същия ден информира Фрич. На 26 януари той е приет от Хитлер и дава пред него дума, че всички обвинения срещу него са лъжливи. Веднага е организирана очна ставка с Шмит, който припознава във Фрич шантажираният от него хомосексуалист. По думите му, той е видял Фрич по време на извършването на хомосексуален акт с човек по прякор „Бавареца Джо“ в пресечка на Потсдамската гара. Хитлер поисква оставката на Фрич. Последният на свой ред отказва, заявявайки желание случаят му да бъде разгледан от съд на честта. Още на същия ден е пуснат в отпуск за неопределен срок и на 4 февруари 1938 г. е заменен на поста командващ сухопътните сили от генерал Валтер фон Браухич. Офицерския съд на честта признава всички обвинения срещу Фрич за лъжливи. Генерал Рундщет като най-възрастен офицер иска от Хитлер реабилитация на Фрич. Фюрерът обаче се отказва да направи публично заявление за това и обявява снемането на обвиненията на закрита среща с висшия команден състав.
На 11 август 1938 г. Фрич е назначен за почетен командир на 12-и артилерийски полк и с това е възстановен на военна служба. След началото на войната с Полша заминава с полка си на фронта и загива в бой при Варшава на 22 септември 1939 г. Погребан е в Инвалиденфридхоф в Берлин, традиционно предпочитано място за покой на германските офицери от XVIII век насам.

## Наследство
След смъртта му казармата в Дармщат наследява неговото име – „Фрайхер фон Фрич“. По-късно тя е обединена с граничещата Камбре казарма.

## Награди и военна декорация
| - Германски орден „Железен кръст“ (?) – II (?) и I степен (?) - Пруски орден на „Хоенцолерните“ (?) – с мечове (?) - Пруски орден „Червен орел“ (?) – IV сптепен (?) - Пруски кръст „За военна заслуга“ (?) - Баварски орден „За военна заслуга“ – IV сптепен с мечове (?) - Германски орден на „Фридрих Вюртембергски“ – с Рицарски кръст и мечове (?) - Гермаснки „Рицарски кръст“ за заслуга към великия херцог Хасен Филип (Великодушния) – II степен (?) | - Хамбургски „Ханзейски кръст“ (?) - Германска „Значка за раняване“ (?) – черна (?) - Австро-Унгарски кръст „За военна заслуга“ (?) – III степен (?) - Османски орден „Галиполска звезда“ (?) - Германска „Златна партийна значка“ (?) - Френски орден „Pour le Mérite“ (1 април 1918) |